# Жылысу (Жетысайский район)
Жылысу (каз. Жылысу, до 2008 г. — Минеральные Воды) — село в Жетысайском районе Туркестанской области Казахстана. Входит в состав Жылысуского сельского округа. Код КАТО — 514457400.

## Население
В 1999 году население села составляло 3752 человека (1878 мужчин и 1874 женщины). По данным переписи 2009 года в селе проживало 4799 человек (2344 мужчины и 2455 женщин).